# Muguette Dini
Pour les articles homonymes, voir Dini.
Muguette Dini, née le 16 mars 1940 à Illiers-Combray (Eure-et-Loir), est une enseignante et femme politique française, membre du groupe UDI - UC. 

## Biographie
Elle est l'épouse de l'homme d'affaires Paul Dini.
Elle est élue sénatrice du Rhône le 26 septembre 2004. 
Le 27 juin 2009, elle participe à la fondation du parti politique Alliance centriste.
Elle a été adjointe au maire d'Écully et vice-présidente du conseil général du Rhône et conseillère générale du canton de Limonest.[Quand ?]
Elle est présidente de la commission des Affaires sociales entre le 7 juillet 2009 et le 30 septembre 2011.